# Сперматурия
Сперматурия (от старогръцки: σπέρμα и от латински: -ūria, което пък произлиза от старогръцкото οὖρον) е наличие на семенна течност в урината.
Спорадичното проявяване на състоянието не е проблем, но ако се задържи продължително време, е необходима лекарска консултация, тъй като може да е признак за безплодие.
Причините може да бъдат гръбначномозъчни разстройства, стесняване на уретрата, следоперативни състояния, ектопия на семепроводите, диабет, уголемяване на простатата, прекомерна консумация на алкохол и някои лекарства.